# Hor-pa-chered
Hor-pa-chered (auch Har-pa-chered) ist als altägyptische Gottheit eine Bezeichnung des Gottes Horus als Kind. Bei der seit der dritten Zwischenzeit belegten Gottheit Hor-pa-chered handelt es sich um den in der griechisch-römischen Zeit benannten ptolemäischen Gott Harpokrates.

## Früherer Gattungsname „Harpokrates“ für Hor-pa-chered
Der Begriff Harpokrates bezeichnete als griechische Entsprechung des altägyptischen Horuskindes (Ḥr-p3-ẖrd – Hor-pa-chered) mehrere Kindgötter, ohne jedoch eine spezielle Erscheinungsform zu meinen. Die Übersetzung aus dem ägyptischen bedeutet Horus, das Kind. In älterer Literatur zur ägyptischen Mythologie wird der altägyptische Kindgott Hor-pa-chered auch mit Hor-pe-chrod oder Hor-pa-chrod wiedergegeben.
Plutarch (45 bis 125 n. Chr.) prägte zunächst die Beschreibungen von Hor-pa-chered als „Harpokrates“. Danach war Hor-pa-chered durch seine postume Geburt an den Beinen behindert und galt als „Herr des Schweigens“, da Plutarch die Darstellung des am Mund befindlichen Fingers fehlinterpretierte:

„Den Harpokrates der Ägypter darf man nicht für einen unvollkommenen und kindlichen Gott halten, sondern für den, der über die Rede der Menschen bezüglich der Götter gesetzt ist, die nur unvollkommen, stammelnd und unartikuliert ist, und zugleich den, der sie reguliert und korrigiert; wobei der Finger an seinem Mund ein Symbol für Schweigen und Verschwiegenheit ist.“

Andere antike griechische und römische Autoren deuteten die ikonografischen Attribute ebenfalls in ähnlicher Weise. In den Jahren 1881 bis 1884 veröffentlichte Ridolfo di Lanzone das mehrbändige Werk Dizionario, in welchem er Hor-pa-chered als Sammelbegriff für sieben verschiedene Horus-Kindgötter verwendete. Rückblickend war Lanzones Analyse des zugehörigen Reliefs aus Armant fehlerhaft, da zwischenzeitlich belegt werden konnte, dass es sich um sieben eigenständige Kindgottheiten handelt.
Die Ansichten von Lanzone fanden 1913 Eingang in Paulys Real-Encyclopädie der classischen Altertumswissenschaft, wobei Hor-pa-chered dort die Personifikation des „idealen Kindes“ war. Hans Bonnet definierte 1952 unter „Harpokrates“ alle jugendlichen Götter mit dem Namensbestandteil „Horus“. Die in der Vergangenheit für Kindgötter öfter bis in das Alte Reich zurückreichende Sammelbezeichnung „Harpokrates“ führte das Lexikon der Ägyptologie im Jahr 1975 ein, ohne jedoch die Tempelbelege zu berücksichtigen. Aufgrund einer neuen Studie aus 1988 wurde der Begriff „Harpokrates“ im weiteren Verlauf bis zum Jahr 2002 geändert. Nun galten alle ägyptischen Kindgötter der Spätzeit und griechisch-römischen Zeit als „Harpokrates“. Andere Ägyptologen gingen wie Hellmut Brunner noch einen Schritt weiter, der im Lexikon der Ägyptologie alle Gottheiten unter dem Gattungsnamen „Harpokrates“ aufführte, die als Kindgottheit vor- und dargestellt werden.
Nach einer eingehenden Studie im Jahr 2006 und den damit verbundenen Untersuchungen aller verfügbaren altägyptischen Quellen, kann der Gattungsname „Harpokrates“ nicht mehr als Nachweis für die frühe Existenz eines „ursprünglichen Harpokrates“ oder für eine übereinstimmende Genealogie herangezogen werden, da es sich bei den Horus-Kindgöttern nicht um lokale „Harpokrates-Formen“ handelte, sondern jeder Horus-Kindgott als eigenständige Gottheit angesehen und verehrt wurde. Insofern kann auch der Kindgott Hor-pa-chered nicht mehr als „Harpokrates“ definiert werden; zudem existierte zeitgleich insbesondere in der Region Alexandria neben Hor-pa-chered der hellenisierte eigenständige Kindgott „Harpokrates“. Außerdem weist Harpokrates mit seinem Vater Serapis eine andere Genealogie, einen veränderten Kult und eine Ikonografie auf, die sich von der des Hor-pa-chered deutlich unterscheidet.

## Belege
Im Alten Reich wird Horus mit dem Namensanhang „pa-chered“ („das Kind“) nur in den Pyramidentexten 663b–c, 664a, 1214b–c, 1215a–b und 1320c genannt; im Mittleren Reich nur einmal in einem Hymnus. Dagegen ist im Neuen Reich ein Anstieg gegenüber dem Mittleren Reich festzustellen; im Totenbuch, Inschriften, Stelen sowie Papyri sind fünf Kind-Namensanhänge in Verbindung mit Horus belegt. Die vom Alten bis zum Ende des Neuen Reiches insgesamt elf Erwähnungen des Horuskindes lehnten sich zumeist an den kindlichen König im Osirismythos an, ohne dass jedoch eine spezielle theologische Ausrichtung und Verehrung festzustellen ist.
Hor-pa-chered ist erstmals in der 22. Dynastie im Titel einer Chenmet-Priesterin sicher belegt. Erst mit Beginn der 26. Dynastie ist eine deutliche Zunahme der Quellenbelege zu bemerken. Als Sohn von Osiris und Isis gehört er zum Osirismythos. Auffällig ist der Umstand, dass die Zunahme der kultischen Verehrung des Hor-pa-chered mit den Fremdherrschaften der Libyer-, Kuschiten- und schließlich mit der Ptolemäerdynastie einherging.
Hor-pa-chered trat unter anderem in der Erscheinungsform als Anubis, Sohn des Osiris, Horus als Sohn der Isis oder Sohn der Mehit auf. Daneben wird Isis auch als Amme des Hor-pa-chered genannt. Er wurde in der sechsten Stunde des Stundenbuches angerufen. Daneben ist Hor-pa-chered seit der Spätzeit in weiteren Nebenformen bezeugt, beispielsweise als Hor-pa-chered-en-Setech („Horus, das Kind des Seth-Tier-Gaues“); in der griechisch-römischen Zeit als Hor-chered („Horus, das Kind“) und Hor-pa-chered-en-Bat („Horus, das Kind der Bat“) sowie als Hor-nechen („Horus, das Kind in/von Nechen“) in seiner Funktion als Tempelgott des 22. oberägyptischen Gaues in Erscheinung.
Hor-pa-chereds Kult verbreitete sich über ganz Ägypten. Unter den Ptolemäern entstand in der griechisch-römischen Zeit ein neues theologisches Konzept, verbunden mit einem starken Anstieg der Bildprogramme in den Mammisi und Tempeln. Allein im Tempel von Philae fanden sich 126 Belege im Zusammenhang mit Hor-pa-chered.

## Mythologische Verbindungen

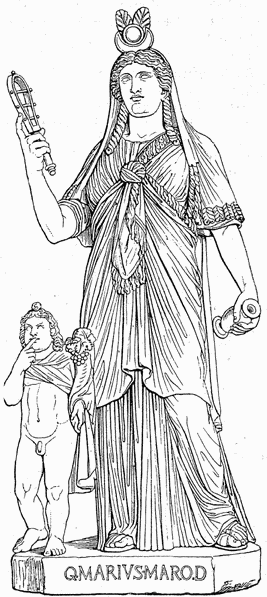
Isis und Hor-pa-chered (Harpokrates), München

### Hor-pa-chered und Harsiese
Die Gemeinsamkeit beider Horus-Kindgötter besteht darin, dass sie Horus als Kind darstellen. Hor-pa-chered ist die Bezeichnung für Horus in seiner Rolle als schutzbedürftiges Kind, das zum erwachsenen Mann heranwächst. Bei Harsiese wird dagegen die Abstammung von Isis als zentrales Motiv herausgestellt. Beide werden auf ihren bevorstehenden Kampf gegen Seth vorbereitet.

### In griechisch-römischer Zeit
In dieser Zeit zählt Hor-pa-chered zu den volkstümlichsten Göttern des Landes, was durch zahlreiche Figuren aus Bronze, Fayence und Ton belegt ist. Durch weitere Abspaltungen in Sonderformen des Gottes entstehen Bezüge zu weiteren Göttern, die schließlich ihre Steigerung in griechisch-römischen Terrakotten findet.

### In römischer Zeit
Die Verehrung von Hor-pa-chered verbreitete sich im gesamten Mittelmeerraum, auch im karthagischen Reich, bis in den Fernen Osten. Die Kopten setzten Isis und Hor-pa-chered mit Maria und dem Jesuskind gleich.

## Darstellungen des Hor-pa-chered
Vom Alten Reich bis zum Ende des Neuen Reiches sind nur in der 20. Dynastie ikonografische Darstellungen von Horus, das Kind belegt. Es fehlt eine gemeinsame göttliche Ebene, da die jeweiligen Kindgottheiten in den Texten unterschiedliche Attribute zugeordnet bekamen. Private Verehrungen konnten für jenen Zeitraum ebenfalls nicht nachgewiesen werden. Die Gottheit Hor-pa-chered trat seit der dritten Zwischenzeit gegenüber den Vorformen der 20. Dynastie ausschließlich in menschlicher Erscheinungsform auf.

### Ikonografische Vorformen während des Neuen Reiches
Aus der 20. Dynastie stammen im Tal der Königinnen drei Familiengräber, die Ramses III. zugeordnet werden konnten. In allen drei Gräbern ist auf den Abbildungen eine nackte männliche Gottheit mit Falkenkopf dargestellt. Die Jugendlocke und der Finger am Mund fehlen, was wahrscheinlich an der Unvereinbarkeit der Kombination mit einem Falkenkopf liegt. In den zugehörigen Beischriften wurde die Gottheit jedoch als Kind tituliert:
- QV40, unbekannte Königin: „Horus in seiner Kindheit, der große Gott (Hor-em-nechenef-netjer-aa)“
- QV44, Sohn Chaemwaset: „Horus als Kind (Hor-em-nechen)“
- QV52, Königin Titi: „Horus als Kind (Hor-em-nechen)“

### Ikonografie während der dritten Zwischenzeit und der Spätzeit

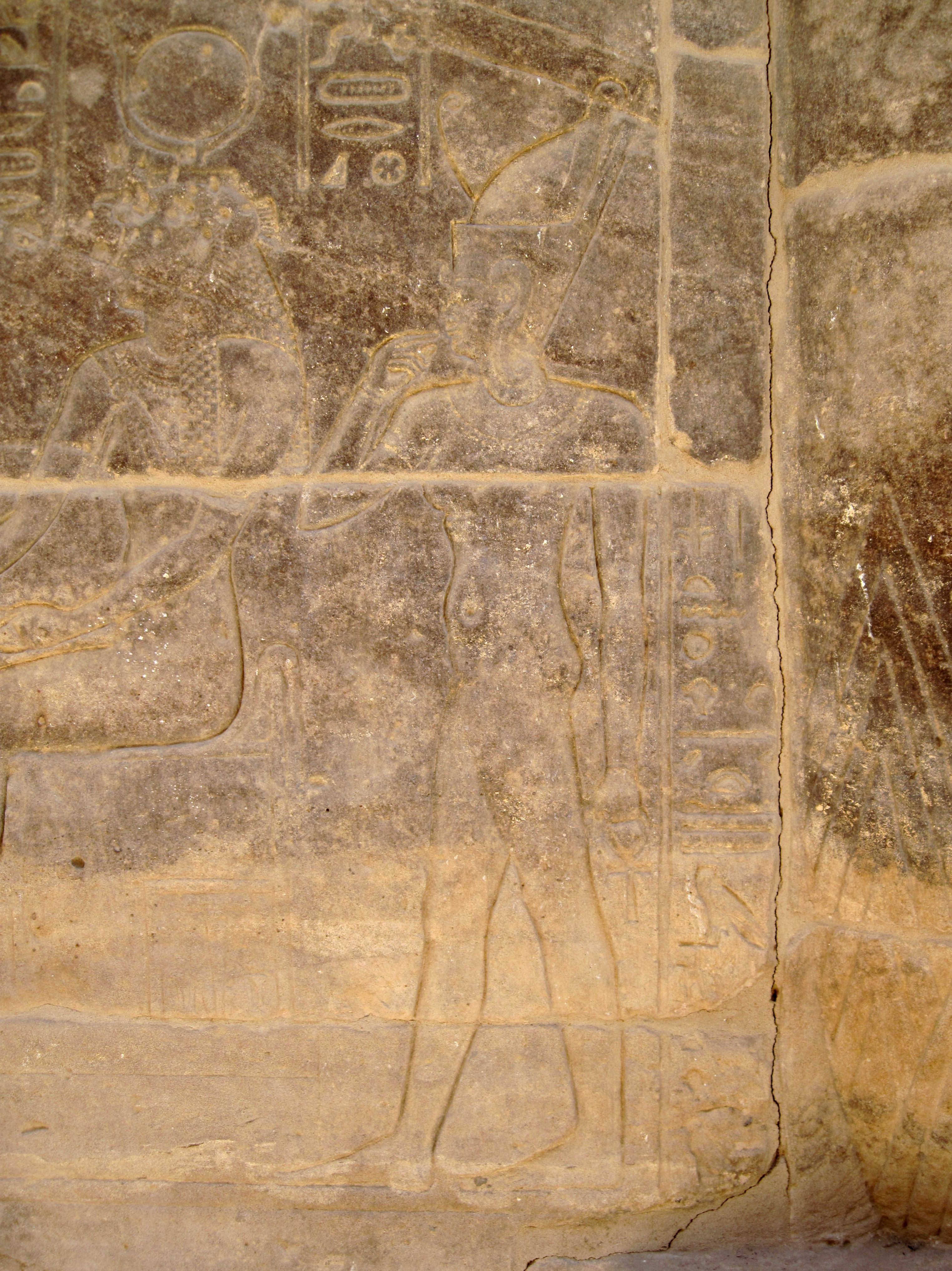
Darstellung von Hor-pa-chered am Kiosk des Nektanebos I. vor dem Isis-Tempel von Philae

- Auf einem Semataui-Zeichen stehender nackter Kindgott mit Doppelkrone, Jugendlocke, eine Hand ein Flagellum haltend, in der anderen erhobenen Hand die Segenszeichen Anch, Djed und Was[11] (21. bis 26. Dynastie).
- Stehender nackter Kindgott mit Uräus-Kappe, Jugendlocke, eine Hand am Mund, die andere Hand herunterhängend,[12] wahlweise mit Podest[13] (22. bis 26. Dynastie).
- Thronender oder stehender nackter Kindgott mit Doppelfederkrone, Jugendlocke, eine Hand am Mund, die andere Hand flach am Oberschenkel beziehungsweise am Körper (26. Dynastie).[14]
- Stehender nackter Kindgott mit Hemhem-Krone, Nemes-Kopftuch, Jugendlocke, eine Hand am Mund, die andere Hand am Körper,[15] wahlweise ergänzt mit Doppelknotenamulett[16] (26. Dynastie).
- Kindgott mit Atef-Krone (26. Dynastie).[17]
- Stehender nackter Kindgott mit Doppelkrone, Jugendlocke, eine Hand am Mund, in der anderen Hand ein Anch-Zeichen haltend,[18] wahlweise ergänzt mit einem rechteckigen Amulett[19] (30. Dynastie).

### Ikonografie während der griechisch-römischen Zeit
In der thebanischen Region sind erste Abbildungen des Hor-pa-chered in seiner Nebenform als Hor-pa-chered-wer-tepi-en-Amun erst in der Ptolemäerzeit im Hof des Amun-Tempels in Karnak unter Ptolemaios III. und Ptolemaios IV. belegt. Dort wurde er gemeinsam mit der Göttin Isis-weret unter deren rechten Arm mit Doppelkrone und Mantel abgebildet. Unklar bleibt, ob die ebenfalls vor Isis-weret und Hor-pa-chered dargestellte Gottheit Nefertem und der zugehörige Text vor den Beinen des Hor-pa-chered erst unter Ptolemaios IV. hinzugefügt wurde. Die Ikonografie des Hor-pa-chered war vielschichtig und nahm insbesondere seit der griechisch-römischen Zeit in verschiedensten Varianten stetig zu:
- Nackter Kindgott mit Atef-Krone, Jugendlocke und Finger am Mund, wahlweise mit Krummstab oder mit Geißel in der Hand.
- Nackter Kindgott mit Was-Zepter und Anch-Zeichen.
- Nackter Kindgott mit blauer Krone, wahlweise mit Jugendlocke oder mit Sonnenscheibe zwischen zwei Straußenfedern auf einem Widdergehörn.
- Mit Doppelkrone als sitzender nackter Kindgott, beide Arme am Körper anliegend, dazu in einen Mantel gehüllt.
- Thronender ummantelter Kindgott mit Doppelkrone, Jugendlocke, was-Szepter und eine Geißel in den Händen haltend.
- Kindgott mit Doppelkrone, Hand am Mund, Jugendlocke. Der Körper ist durch den davorstehenden Thronsessel nicht zu sehen. Der Thronsessel befindet sich auf einem schreitenden Löwen.
- Thronender Gott mit Hemhem-Krone und Nemes-Kopftuch sowie Jugendlocke.
- Auf einem Nemes-Kopftuch stehender Gott mit Hemhem-Krone und Jugendlocke, wahlweise mit auf der Brust platzierten Armen.
- Gottheit mit Beskopf, Schilfkrone und einen Speer in den Händen haltend.
- Kindgott mit der Doppelfederkrone, wahlweise stehend mit Jugendlocke und Finger am Mund.
- Nackter stehender Kindgott mit Sonnenscheibe und Amunfederkrone auf dem Kopf.
- Mit der Doppelfederkrone und Finger am Mund auf einem semataui-Zeichen stehender Gott mit Mantel, Geißel und Krummstab.

## Kultorte
Hor-pa-chered wurde insbesondere in Theben, Mendes, Athribis, El-Qala, Schenhur, Hermopolis, Busiris, Sais, Memphis, Achmim, Koptos, Philae, Edfu, Bigge, Kalabscha, Debod und Sachebu verehrt. Mit seinen Eltern Osiris und Isis bildete er in fast allen Tempeln eine Triade.

### Theben
Im Raum Theben fand Hor-pa-chered beziehungsweise Hor-pa-chered-wer-tepi-en-Amun ab der 22. Dynastie unter den Gottesgemahlinnen des Amun und deren Beamtenschaft eine besondere Verehrung. So stiftete beispielsweise Schepenupet II. eine 1,42 m hohe Granitstatue der Göttin Isis, die die Gesichtszüge der Schepenupet II. trägt und sie als stillende Mutter des Hor-pa-chered zeigt. In der zugehörigen Inschrift heißt es:

„[…]…, die sich mit Medinet Habu vereint, sie gibt alles Leben und Glück der Gottesverehrerin Schepenupet, die gerechtfertigt ist, Königstochter des Herrn der beiden Länder, Pianchi, ihre Mutter ist die Gotteshand, Amenirdis, die gerechtfertigt ist, geliebt von Hor-pa-chered…[…] Hor-pa-chered, er gibt alles Leben und Glück der Schepenupet.“

### Philae

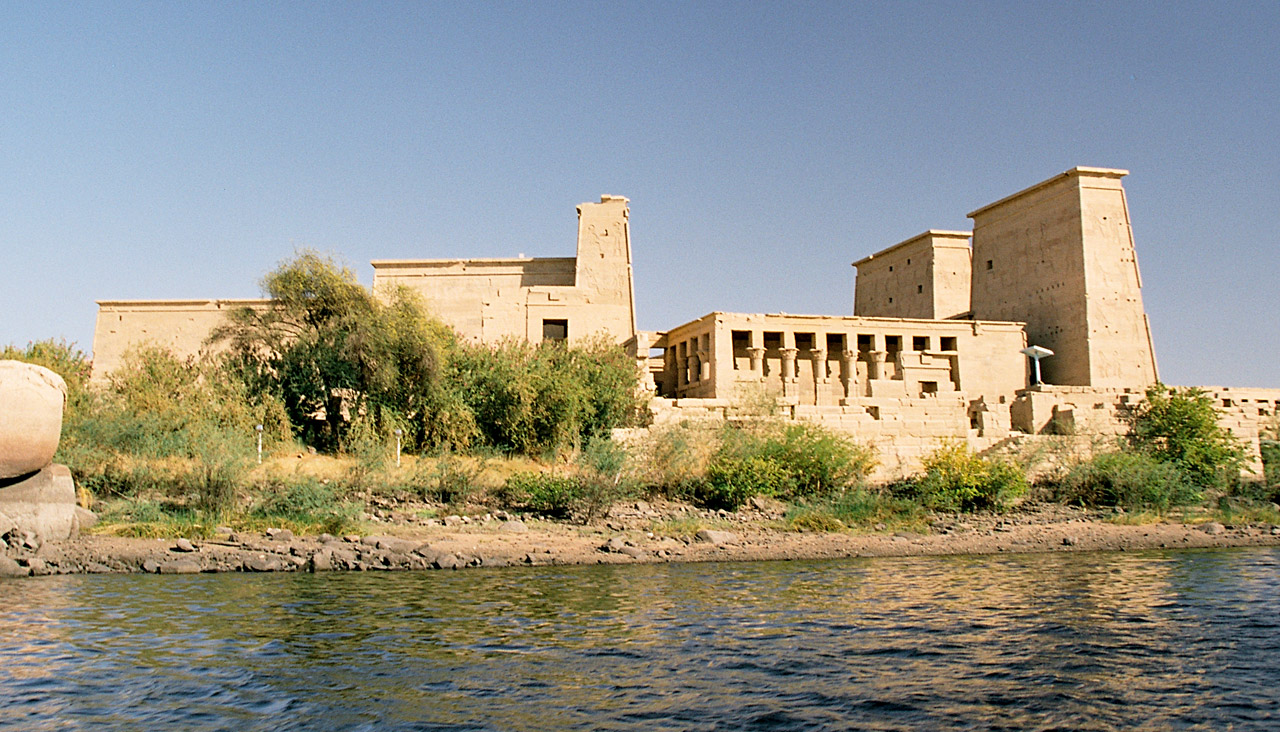
Tempel von Philae (2004)

Ptolemaios II. ließ das Mammisi in Philae für Hor-pa-chered erbauen. Die Reliefs zeigen im Inneren des Mammisis die Geburt von Hor-pa-chered. Ptolemaios VI. dekorierte später Teile der Vorhalle und der Kammer I, wobei der Kindgott in Philae die Rolle der lokalen Erscheinungsform als Götterkind und Sohn der Isis und des Osiris übernahm. In den entsprechenden Inschriften des Ptolemaios VI. heißt es:

„Ptolemaios VI. machte sein Denkmal für seinen Vater Hor-pa-chered, den Sohn der Isis und des Osiris. Es ist der Sohn des Re, Ptolemaios, ewig lebend, geliebt von Ptah, indem er das Haus der Geburt ihres (Isis) Sohnes Hor-pa-chered erbaut hat.“

Augustus dekorierte weitere zahlreiche Szenen des Hor-pa-chered an den Gebäuden auf Philae, darunter ebenfalls an den Außenwänden des Mammisis. Hadrian sollte es vorbehalten bleiben, abschließende Dekorationen des Hor-pa-chered auf Philae anzubringen; zugleich auch der letzte Beleg der Verehrung des Kindgottes Hor-pa-chered in einem ägyptischen Tempel.

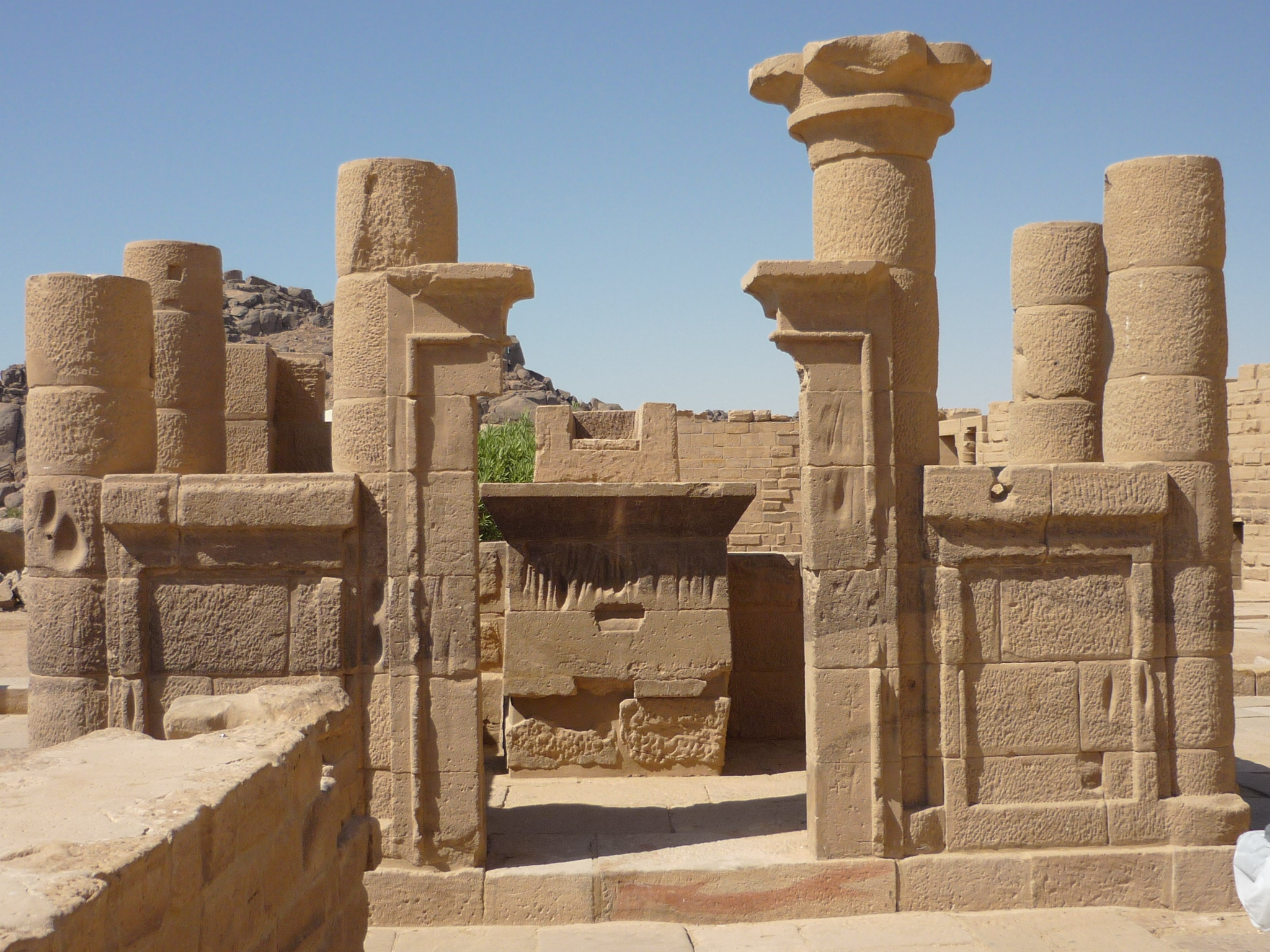
Horustempel von Philae

Auf den Mammisiwänden der Kammer II ist die Geburtslegende abgebildet. Die zugehörigen Szenen haben ihre mythologischen Wurzeln im Neuen Reich, wo die göttliche Geburt des Königs fester Bestandteil der Bildprogramme in den Tempeln des Neuen Reiches war. Die ptolemäischen Könige veränderten jenen Geburtsmythos. In allen Mammisis der griechisch-römischen Zeit ersetzte die jeweilige neue lokale Form eines Kindgottes das vorher bestehende zentrale Königsmotiv des Neuen Reiches. Der Name der beteiligten Gottheiten basierte in den lokalen Mammisis auf dem dort bestehenden Pantheon.
Im Mammisi von Philae wird die zugehörige lokale Form des Kindgottes nur einmal namentlich als Hor-pa-chered erwähnt. In den sonstigen Darstellungen wird dagegen der Name des Götterkindes nicht genannt, jedoch wird immer wieder auf die Funktion des Chnum verwiesen, der auf einer Töpferscheibe das Götterkind Hor-pa-chered formt. Als Göttermutter wird dagegen einheitlich das Isis-Motiv verwendet.
Die ikonografischen Motive zeigen in den Opferhandlungen den Kult des Hor-pa-chered. Ähnliche Darstellungen finden sich auch auf oder in anderen Gebäuden auf Philae. Zudem weisen die Abbildungen auf Philae zahlreiche Parallelen gegenüber anderer Mammisis auf. Dort wird ebenfalls auf die Benennung des Götterkindes als Hor-pa-chered verzichtet, was auf die besondere Bedeutung des zentralen Isis-Motivs schließen lässt. Eine namentliche Erwähnung des Götterkindes ist auf dieser Grundlage nicht notwendig. In den aus Philae selten belegten privaten Personennamen ist die Verehrung des Hor-pa-chered erhalten geblieben; so war der Sohn eines Pa-di-Hor-pa-chered erster Gottesdiener der Isis und der Sohn eines Hor-pa-chered ebenfalls Gottesdiener der Isis. Daneben wird der Philae-Kult des Hor-pa-chered in griechischen Weihe-Inschriften dreier Altäre bezeugt.

### Edfu

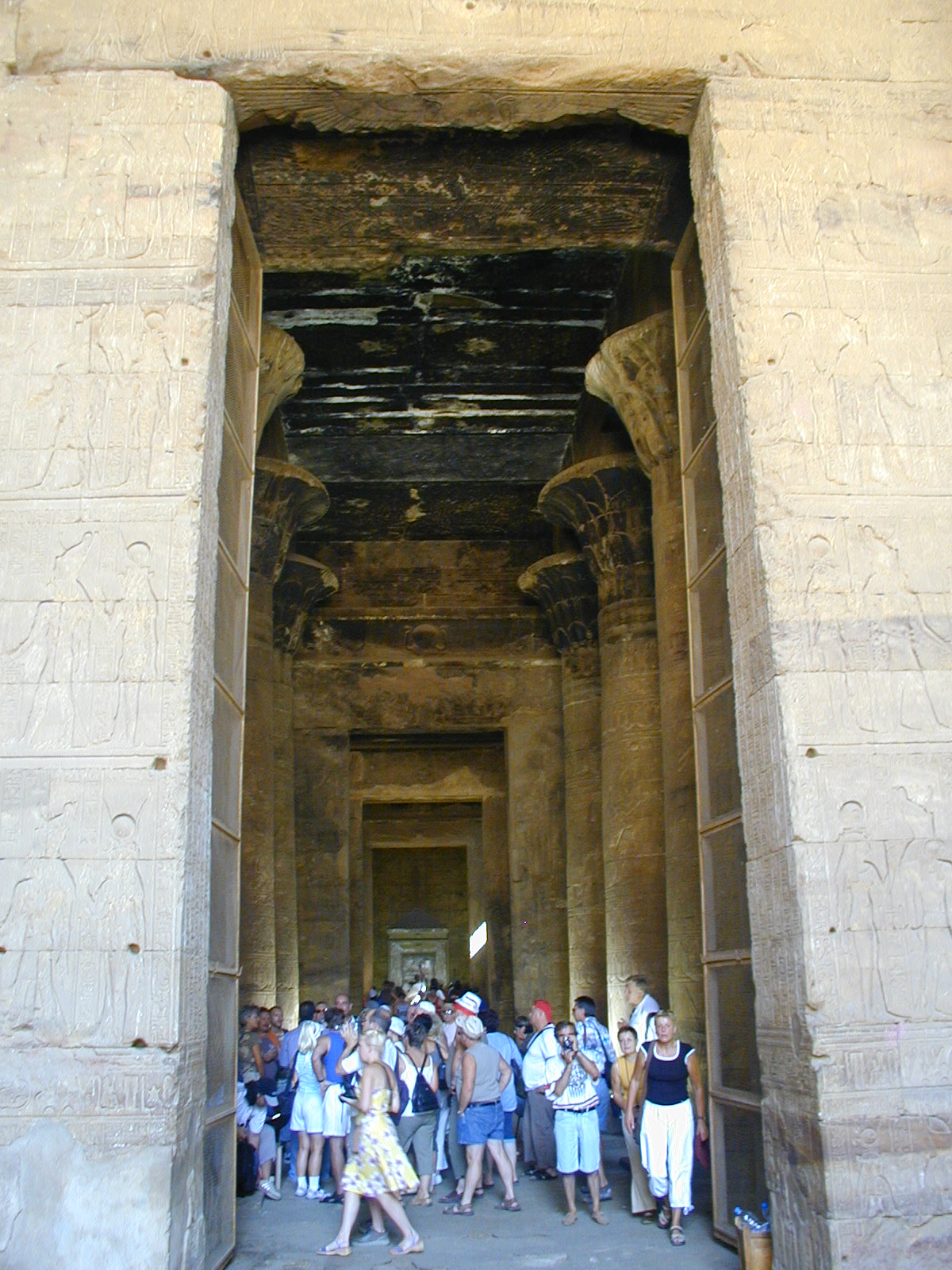
Pronaos der Säulenhalle in Edfu

Hor-pa-chered wird im Tempel von Edfu abweichend als „Sohn der Mehit von Edfu“ bezeichnet. Möglicherweise liegt der Grund für diese auffällige Unterscheidung in der lokalen Theologie von Edfu, wo zwei Göttertriaden verehrt wurden. Isis, sonst mit ihrem Sohn Hor-pa-chered auftretend, erscheint in Edfu als Mutter von Harsomtus-pa-chered. Die Gründe, warum gerade „Mehit von Edfu“ als Mutter von Hor-pa-chered genannt wurde, liegen wahrscheinlich einerseits in der Rolle, die Mehit im Mythos Die Heimkehr der Göttin als Sonnenauge auswies sowie andererseits in ihrer Funktion als Kronengöttin und Beschützerin des Königs. Außerdem zählte Mehit zu den vier Schutzgöttinnen des Horus. Da Hor-pa-chered den neugeborenen König und damit verbunden den nachfolgenden Herrscher symbolisierte, würde die Zuweisung als „Sohn der Mehit von Edfu“ in das mythologische Konzept passen.
Ptolemaios IV. war der erste ptolemäische Pharao, der Hor-pa-chered in einer Inschrift auf einer Gast-Götterliste im zweiten Säulensaal des Edfu-Tempels erwähnte. Ptolemaios VI. ließ ihn in einer anderen Götterliste erneut eintragen und erstmals in Edfu an der Wand eines Treppenhauses im Verbund mit anderen Gottheiten ikonografisch darstellen.
Unter Ptolemaios IX. kamen drei Ritualszenen hinzu, die den Kindgott abbilden. Eine Szene zeigt den Pharao vor mehreren Göttern betend an der Ostaußenwand des Pronaos, wobei es sich bei der siebten Gottheit um Hor-pa-chered handelt. Weitere Szenen im vorgelagerten Hof des Tempelhauses zeigen den Pharao an einer dortigen Säule sowie einer Wand, wie er Hor-pa-chered Feigen darbringt.
Ptolemaios IX. und Ptolemaios X. dekorierten die umliegenden Abbildungen einer zusätzlichen Inschrift, die Hor-pa-chered neben anderen Gottheiten nennt, weshalb diese Erwähnung des Hor-pa-chered vermutlich aus dieser Zeit stammt. Ptolemaios XII. brachte für Hor-pa-chered ein Spiegelopfer dar. Der Kindgott erscheint in dieser Szene als Begleiter der Göttin „Hathor von Dendara“.
In Edfu war Hor-pa-chered einer der Götter des dortigen Pantheons, weshalb er in Edfu folgende Beinamen führte: „Der im (Gau) Thronsitz des Horus weilt“, „Der in Behdet weilt“, „Der an der Spitze von Behdet ist“, „Herr des Thrones des Der vordere des großen Throns“ und „Herr von Edfu“.